# 美麗戰場
《美麗戰場》（英語：前名《我的燦爛》），是香港電視廣播有限公司拍攝製作的時裝商戰、人性、鬥爭電視劇，由陳瀅、陳山聰、朱晨麗、劉佩玥、方力申及陳曉華領銜主演，由蔣家旻、姜大衛、丁子朗、何依婷、林盛斌及張馳豪聯合演出，並由唐詩詠特別演出。編審、導演及監製皆為葉念琛，也是葉念琛首度與無綫電視合作。
此劇是2022年香港國際影視展推介劇集之一及周年慶典節目巡禮2022的十二部劇集之一，亦是無綫電視傳承·狂歡55週年四部台慶劇之一；此劇為TVB New Wings Limited第十三部推出的劇集。台灣OTT由LiTV 線上影視同步跟播上架。由「桂圓美豐盈護色系列」贊助。
《美麗戰場》是《Google 2022年度搜尋排行榜》香港熱爆關鍵字組的第八位。劉佩玥及蔣家旻分別憑此劇於《萬千星輝頒獎典禮2022》奪得「馬來西亞最喜愛TVB女主角」及「最佳女配角」。此劇亦於《AEG 娛樂人氣王2022》及《Yahoo! 搜尋人氣大獎2022》分別奪得6獎及3獎，成為兩大頒獎典禮的電視界別大贏家。

## 故事大綱
鍾家寶（陳瀅飾）、林小美（陳曉華飾）、李靜兒（劉佩玥飾）三個姊妹情深，畢業後因不同緣故而逐漸各散東西。家寶被小美私下提名參加雜誌的校花選舉，最終脫穎而出後獲金牌經理人王一言（陳山聰飾）招攬；一言鼓勵家寶參選香港小姐，但遭同屆佳麗兼繼妹鍾家琪（蔣家旻飾）惡意陷害……家寶及後成功踏進娛樂圈這個「戰場」，並結識到富豪之子龐振宇（方力申飾）。二人共諧連理後，家寶躋身另一個豪門「戰場」，更與兩位姊妹漸行漸遠，讓她們彼此走遠的，究竟是妒忌、尊嚴、財勢，還是其他？

## 演員

### 鍾家
| 演員           | 角色                                  | 暱稱／關係 |
| 程可為         | 李 萍                                 | Susan（1935-2014） 鍾勝之母 曾惠芳之家婆，不滿之 劉玉玲之家婆 鍾家寶之祖母 鍾家琪之繼祖母 居於護老院 于第16集（2014年）病逝 |
| 杜燕歌         | 鍾 勝                                 | 勝哥（1951-2003） 「勝記士多」老闆 李萍之子 劉玉玲之夫 曾惠芳之夫，為其所惡及間接害死 鍾家寶之父 鍾家琪之繼父，為其所惡及間接害死 於第5集（2003年）與曾惠芳、鍾家琪、周創發爭執期間心臟病發，最後因三人拒救而死 |
| 文雪兒         | 劉玉玲                                | 寶媽（1960-1990） 鍾勝之亡妻 鍾家寶之亡母 李萍之亡媳婦 於1990年平安大廈簷篷倒塌事故中去世 |
| 楊卓娜         | 曾惠芳                                | 阿芳（鍾勝專稱）、芳姨、P.K.芳（李靜兒專稱） 「勝記士多」老闆娘 為人貪图富贵、自私自利、口没遮拦 鍾勝之繼室，討厭及間接害死其 鍾家寶之繼母兼死敵，並陷害其 鍾家琪之母，與其勾結 李萍之媳婦，並被其不滿 周創發之情婦，與其勾結，後為其妻 與李靜兒、林小美不和 大隻華及眾雀友之合作夥伴，後反目 於第1集（2003年）與鍾家琪誣衊鍾家寶做援交 於第3集因锺家琪羞辱自己與周創發搞婚外情而掌摑其 於第6集（2003年）跟隨周創發及鍾家琪移民美國 於第7集（2006年）被大隻華及眾雀友提及其與周創發及鍾家琪跑路避債 於第10集（2006年）與周創發及鍾家琪回港 |
| 黃語芊（童年） | 鍾家寶                                | 阿寶、Michelle 代表植物：瑰麗倔強的黑玫瑰 藝人 1985年出生 九龍淑貞中學畢業生 香港城市大學中文系學生，於第10集（2006年）退學 本性善良，個性單純，後因外在因素和經歷而變得好勇鬥狠，城府甚深 參加2006年香港小姐競選，後退選 鍾勝、劉玉玲之女 曾惠芳之繼女兼死敵，並被其陷害 鍾家琪之繼姊兼天敵，並被其陷害 李萍之孫女 周創發之死敵 李靜兒之好友並互相利用，最後反目 林小美之好友，後反目，間接害死其，於第20集和好 區家明之初戀女友，於第10集分手 程裕進之死敵，並被其陷害 唐昕之情敵，並被其陷害 與龐振宇有感情線，後為其妻，於第19集離婚，於第20集被其暗示有望復合 王一言之旗下藝人，後解約並反目，後和好 琳琳之旗下藝人 於第1集（2003年）被鍾家琪及曾惠芳誣衊做援交而被鍾勝趕出家門 於第6集（2003年）質問曾惠芳及鍾家琪有關鍾勝之死的真相，打算掌摑鍾家琪時反被摑 於第13集（2006年）險被徐珍珍及鍾家琪誣陷偷錢包而身敗名裂，但被黃芬暗中偷龍轉鳳把錢包放在鍾家琪的儲物櫃上而逃過一劫 於第14集（2006年）被鍾家琪設局陷害，險被羅威強姦，幸得林信通知王一言而獲救，最後因拍攝電影而退出2006年香港小姐競選 於第15集（2012年）榮升「影」後，被王一言增加更多工作量而漸對其不滿 於第17集（2016年）秘密與龐振宇結婚，並要求與王一言解約，但被其索價3億而失敗 於第18集（2016年）被王一言無理增加更多工作量及被其羞辱而大怒，其後從李靜兒處得悉王一言有腦退化症和把藝人作搖錢樹的黑材料，並與李靜兒及琳琳合力設局陷害使其受訪時病發失聲及小便失禁，成功與王一言解約並息影；2年後（2018年）與王一言和好，並被其鼓勵復出及要求提防李靜兒 於第19集（2018年）復出拍攝廣告，其後被龐振宇單方面離婚，後為了使其身敗名裂在李靜兒面前製造被家暴的假象並利用其同情心造新聞使龐氏集團形象受損，惟為了龐家20億贍養費而出賣李靜兒，對外宣佈從無被龐振宇家暴及指控李靜兒造假新聞 於第20集（2018年）因贍養費一事而與李靜兒反目，其後目睹林小美與區家明私下約會而嫉妒心作祟，繼而向程裕進謊稱當年其手臂被斬傷與林小美有關而借刀殺人，間接導致其遇害 結局時（2022年）看到前夫龐振宇的來電立刻跑出錄影廠，並再次遇見鍾家琪 |
| 陳 瀅          | 鍾家寶                                | 阿寶、Michelle 代表植物：瑰麗倔強的黑玫瑰 藝人 1985年出生 九龍淑貞中學畢業生 香港城市大學中文系學生，於第10集（2006年）退學 本性善良，個性單純，後因外在因素和經歷而變得好勇鬥狠，城府甚深 參加2006年香港小姐競選，後退選 鍾勝、劉玉玲之女 曾惠芳之繼女兼死敵，並被其陷害 鍾家琪之繼姊兼天敵，並被其陷害 李萍之孫女 周創發之死敵 李靜兒之好友並互相利用，最後反目 林小美之好友，後反目，間接害死其，於第20集和好 區家明之初戀女友，於第10集分手 程裕進之死敵，並被其陷害 唐昕之情敵，並被其陷害 與龐振宇有感情線，後為其妻，於第19集離婚，於第20集被其暗示有望復合 王一言之旗下藝人，後解約並反目，後和好 琳琳之旗下藝人 於第1集（2003年）被鍾家琪及曾惠芳誣衊做援交而被鍾勝趕出家門 於第6集（2003年）質問曾惠芳及鍾家琪有關鍾勝之死的真相，打算掌摑鍾家琪時反被摑 於第13集（2006年）險被徐珍珍及鍾家琪誣陷偷錢包而身敗名裂，但被黃芬暗中偷龍轉鳳把錢包放在鍾家琪的儲物櫃上而逃過一劫 於第14集（2006年）被鍾家琪設局陷害，險被羅威強姦，幸得林信通知王一言而獲救，最後因拍攝電影而退出2006年香港小姐競選 於第15集（2012年）榮升「影」後，被王一言增加更多工作量而漸對其不滿 於第17集（2016年）秘密與龐振宇結婚，並要求與王一言解約，但被其索價3億而失敗 於第18集（2016年）被王一言無理增加更多工作量及被其羞辱而大怒，其後從李靜兒處得悉王一言有腦退化症和把藝人作搖錢樹的黑材料，並與李靜兒及琳琳合力設局陷害使其受訪時病發失聲及小便失禁，成功與王一言解約並息影；2年後（2018年）與王一言和好，並被其鼓勵復出及要求提防李靜兒 於第19集（2018年）復出拍攝廣告，其後被龐振宇單方面離婚，後為了使其身敗名裂在李靜兒面前製造被家暴的假象並利用其同情心造新聞使龐氏集團形象受損，惟為了龐家20億贍養費而出賣李靜兒，對外宣佈從無被龐振宇家暴及指控李靜兒造假新聞 於第20集（2018年）因贍養費一事而與李靜兒反目，其後目睹林小美與區家明私下約會而嫉妒心作祟，繼而向程裕進謊稱當年其手臂被斬傷與林小美有關而借刀殺人，間接導致其遇害 結局時（2022年）看到前夫龐振宇的來電立刻跑出錄影廠，並再次遇見鍾家琪 |
| 蔣家旻         | 鍾家琪（第1至6集） 周家琪（第10集起） | 琪琪、反骨琪、Katy（回港後） 代表植物：兇狠魅惑的捕蠅草 舊名鍾家琪，移民美國後跟隨周創發姓氏改名為周家琪，並偽造美國大學學歷 1986年出生 為人貪图富贵、不甘志短、不择手段、毫不自省、凶狠泼辣、草菅人命、讨厌善良 九龍淑貞中學肆業生 鍾勝之繼女，討厭及間接害死其 曾惠芳之女，與其勾結 鍾家寶之繼妹兼死敵，並陷害其 李萍之繼孫女 周創發之繼女，與其勾結 李靜兒之天敵，並陷害其 林小美之天敵 李勇強之女友，後反目 馬文才之情婦，間接害死其全家 與羅威勾結，後反目 於第1集（2003年）因被鍾家寶發現自己與馬文才有染而先發制人誣衊其做援交 於第2集（2003年）從李靜兒家中偷來的手鏈送給母親作生日禮物，导致她和李勇強差点反目 於第3集（2003年）被李勇強得知真相後而被其掌摑並反目，後於同集因羞辱曾惠芳與周創發搞婚外情而其被掌摑 於第6集（2003年）襲擊鍾家寶，同集跟隨周創發及曾惠芳移民美國 於第7集（2006年）被大隻華及眾雀友提及其與周創發及曾惠芳潛逃避債 於第10－13集（2006年）回港參選香港小姐，假意跟鍾家寶和好並挪用其真人真事含淚介紹自己，實為掩飾自己的偽善 於第13集（2006年）打算誣陷鍾家寶偷錢包令其身敗名裂，但反被黃芬暗中偷龍轉鳳把錢包放在自己的儲物櫃上，因此被眾人懷疑為偷錢包的真兇及得知其真面目 於第14集（2006年）誣衊波姐及李靜兒抹黑自己，令波姐被逼離職；同集設局陷害鍾家寶使其險被羅威強姦，後反被林信設局而被羅威強姦，最後刺傷其並被林信嫁禍是殺害羅威的真凶而被通緝 於第15集（2006年）循水路流亡台灣 於第20集（2022年）再次回港，並以一身富貴裝束突然出現在鍾家寶、琳琳、李靜兒面前並向鍾家寶示好 |

### 龐家
| 演員           | 角色   | 暱稱／關係 |
| 姜大衛         | 龐國棟 | K.T. 龐氏集團主席 香港四大地產商之一 自稱外面有多个情妇，其实深爱其妻，但其妻与电视台的骗财小生鬼混，与其吵架后自杀时救不到她，为保其妻声誉而把她的死变成意外 龐振宇之父，與其不和，雖然被他憎恨，但因自己重男輕女所以仍希望他可以接管龐氏集團，但他偏偏為了鐘家寶與自己反目而無奈之下將集團交托給龐子珊 龐子珊之父 鍾家寶之家翁，並針對其，認為其是妨礙自己與唐昕親密的絆腳石 唐昕之秘密情夫，安排其成為自己候選媳婦，方便進行親密關係，後疑似因被龐振宇發現兩人關係而綁架龐振宇 |
| 何珀廉（童年） | 龐振宇 | 宇少、Alex 龐氏集團執行董事 为人既没用又无聊，外表自信內裏自卑，装成烂泥和龐國棟对着干令他添上麻烦，後期受夠人情冷暖而想上位 龐國棟之子，认为他害死其母并想毁尸灭迹而與其不和 龐子珊之兄，被其視為廢物 唐昕之青梅竹馬，被其利用上位 與鍾家寶有感情線，後為其夫，於第19集離婚，於20集（2022年）暗示有望復合 曾擔任2006年香港小姐競選評判 於第11集登場 於第17集（2016年）秘密與鍾家寶結婚 於第18集（2016年）被父亲赶出董事局並從其口中得悉其母的死因但仍然执迷不悟，其后被龐子珊奚落和威胁其出席晚会。後與鍾家寶到餐廰吃飯期間因失去權勢而被身邊朋友割蓆，並被记者質問是否吃软饭時而大怒 於第19集（2018年）得到唐昕協助重返龐家及龐氏集團，後得悉鍾家寶對唐昕鬧事後大怒並對其動粗，並與唐昕有染，後因不捨千億家產而與鍾家寶離婚。 於第20集（2022年）發現父親龐國棟及唐昕的不倫關係後大受打擊，欲與鍾家寶復合；其後登上遊艇借酒消愁，後疑似被龐國棟綁架，下落不明 |
| 方力申         | 龐振宇 | 宇少、Alex 龐氏集團執行董事 为人既没用又无聊，外表自信內裏自卑，装成烂泥和龐國棟对着干令他添上麻烦，後期受夠人情冷暖而想上位 龐國棟之子，认为他害死其母并想毁尸灭迹而與其不和 龐子珊之兄，被其視為廢物 唐昕之青梅竹馬，被其利用上位 與鍾家寶有感情線，後為其夫，於第19集離婚，於20集（2022年）暗示有望復合 曾擔任2006年香港小姐競選評判 於第11集登場 於第17集（2016年）秘密與鍾家寶結婚 於第18集（2016年）被父亲赶出董事局並從其口中得悉其母的死因但仍然执迷不悟，其后被龐子珊奚落和威胁其出席晚会。後與鍾家寶到餐廰吃飯期間因失去權勢而被身邊朋友割蓆，並被记者質問是否吃软饭時而大怒 於第19集（2018年）得到唐昕協助重返龐家及龐氏集團，後得悉鍾家寶對唐昕鬧事後大怒並對其動粗，並與唐昕有染，後因不捨千億家產而與鍾家寶離婚。 於第20集（2022年）發現父親龐國棟及唐昕的不倫關係後大受打擊，欲與鍾家寶復合；其後登上遊艇借酒消愁，後疑似被龐國棟綁架，下落不明 |
| 陳 瀅          | 鍾家寶 | 阿寶 藝人 與龐振宇有感情線，後為其妻，最後離婚 龐國棟之媳婦，被其針對及認定是妨礙自己與唐昕親密的絆腳石 龐子珊之大嫂 參見鍾家 |
| 何依婷         | 龐子珊 | 子珊 龐氏集團執行董事 龐國棟之女，一直不滿他重男輕女但忍辱负重，但后期被其委任庞氏集团主席助理而改观 龐振宇之妹，視其為窝囊废，與丈夫合謀對付龐振宇 鍾家寶之小姑 趙士傑之妻，與其勾結，後從唐昕的片段發現他出軌 於第12集登場 於第18集（2016年）获委任庞氏集团主席助理，2018年荣升集团董事局副主席，并预计三年内将接管龐氏集團所有业务 於第19集（2018年）被唐昕以趙士傑情婦患愛滋病為由脅迫兩夫婦以「健康理由」退出龐氏集團並離港 |
| 黃庭鋒         | 趙士傑 | 龐氏集團執行董事 龐子珊之夫，與其勾結 龐國棟之女婿 龐振宇之妹夫 不滿龐國棟不重視龐子珊，與妻子合謀對付龐振宇 於第12集登場 於第19集（2018年）被唐昕設局，揭發與秘書出軌並被其拍片，並以秘書情婦患上愛滋病為由而被迫與龐子珊退出龐氏集團並離港 |
| 游五珠         | 芳 姐  | 龐家工人 |
| 千 雪          | Mable  | 龐家工人 |

### 李家
| 演員   | 角色   | 暱稱／關係 |
| 董敬文 | 李勇強 | 傻強、強哥 三合會成員 李靜兒之兄，後因鍾家琪而不和，最後和好 鍾家琪之男友，後反目 於第2集（2003年）誤以為李靜兒冤枉鍾家琪偷去其母親的手鏈遺物，而導致與其反目 於第3集（2003年）得知真相後掌摑鍾家琪，並與李靜兒和好，後於第4集被锺家琪指使的林信打伤 於第12集（2006年）打伤林信，并買兇刺傷程裕進的右手，作為其對林小美不義的教訓 |
| 劉佩玥 | 李靜兒 | Joey 代表植物：剛直硬朗的仙人掌 1985年出生 九龍淑貞中學畢業生 爆週刊娛樂記者，於2012年時已升職為副總編輯，於2018年以總編輯的身分被解僱，轉投徐富貴旗下珠寶集團公關主管，後為富貴珠寶集團新任行政總裁 為人情深義重，經常替好友出頭，却因口没遮拦、肆無忌憚而易得罪人 李勇強之妹，後因鍾家琪而不和，最後和好 鍾家寶之好友，並互相利用，於第20集反目 林小美之好友，於第6集與其反目，後和好 鍾家琪之天敵，並被其陷害 程裕進之天敵，並被其陷害 與曾惠芳、王一言、琳琳不和 徐富貴之追求對象，與其有感情線 於第2集（2003年）被鍾家琪偷去母親的手鏈遺物，而導致其和李勇強反目 於第3集（2003年）釋除誤會而與李勇強和好 於第6集（2003年）與林小美因程裕進一事而反目，其後和好 於第18集（2016年）找到王一言有腦退化症和把藝人作搖錢樹的黑材料，並與鍾家寶及琳琳合力設局陷害使其受訪時病發失聲及小便失禁 於第19集（2018年）被鍾家寶設局誤以為其被龐振宇家暴並大造新聞使龐氏集團形象受損，惟後鍾家寶為了龐家20億贍養費而被其出賣，對外宣佈從無被龐振宇家暴及被其指控製造假新聞，變得身敗名裂 於第20集（2018年）因鍾家寶為贍養費欺騙自己及林小美之死二事而與鍾家寶反目 結局時（2022年）看到鍾家寶跑出錄影廠後亦跟隨其走出錄影廠，並再次遇見鍾家琪 |

### 林家
| 演員   | 角色   | 暱稱／關係 |
| 鄧梓峰 | 林忠森 | 「森記」中醫館老闆兼跌打師傅 張美娟之夫 林小美之父，被程裕進挑撥父女關係，於第11集和好 對程裕進不滿 |
| 麥玲玲 | 張美娟 | 「森記」中醫館老闆娘兼中醫師 林忠森之妻 林小美之母，被程裕進挑撥母女關係，於第11集和好 對程裕進不滿 |
| 陳曉華 | 林小美 | 代表植物：純真柔弱的太陽花 1985年出生 九龍淑貞中學畢業生 空中服務員 個性單純天真的天生愛情狂，見到俊俏的男生便會直接心動而忽略其本性，每次戀情都不長久导致曾经有十多名前男友 林忠森、張美娟之女，被程裕進挑撥親子關係，於第11集和好 鍾家寶之好友，後反目，後於第20集臨死前已和好（但未知被其間接害死） 李靜兒之好友，於第6集與其反目，最後和好 鍾家琪之天敵 與曾惠芳不和 與程裕進有感情線，後為其女友，並倒貼其及被其家暴，於第11集被分手 圓圓之情敵兼死敵，被其針對及陷害 區家明之朋友，並互有好感 於第11集（2006年）被程裕進分手，並被其與圓圓趕出家門，其後與李靜兒、鍾家寶及父母林忠森、張美娟等人和好 於第18集（2016年）得悉鍾家寶及李靜兒合力設局陷害王一言的手段後而對其二人失望，並漸漸疏遠她們 於第20集（2018年）得悉李靜兒被鍾家寶設局而與李靜兒和好，同集被鍾家寶設局使程裕進誤以為當年的遇襲事件與自己有關而招致殺身之禍，最終被程裕進殺害 |

### 其他演員
| 演員       | 角色                                | 暱稱／關係 |
| 陳山聰     | 王一言                              | Kevin、一言Sir、一言堂（李靜兒專稱） 金牌經理人 芝姐之伯樂 鍾家寶之伯樂兼老闆，后期刻意以强硬的手段教她適應殘酷的娛樂圈，成功推動鍾家寶与其反目，於18集（2018年）和好 黃芬之老闆，派其參選港姐，以暗中保護鍾家寶 與李靜兒不和，並針對其 於第4集登場 於第14集（2006年）與林信設局陷害鍾家琪令其被羅威侵犯，最後借羅威之死嫁禍予鍾家琪 於第15集（2012年）被黎芷珊暗示旗下藝人被他控制及其與鍾家寶的關係時而大怒要求終止拍攝，後因鍾家寶反叛而增加其工作量 於第17集（2016年）因鍾家寶瞞住自己與龐振宇秘密結婚而大怒，並安排其更多工作量 於第18集（2016年）被李靜兒找到其有腦退化症和把藝人作搖錢樹的黑材料，後被鍾家寶、李靜兒及琳琳合力設局陷害使其受訪時病發失聲及小便失禁，并故意让记者拍摄其丑态（实为王一言自己幕后策划）；其後黯然離開娛樂圈並不再擔任經理人；2年後（2018年）與鍾家寶及琳琳和好，並鼓勵鍾家寶復出及暗示其要提防李靜兒 |
| 朱晨麗     | 唐 昕                               | Yan姐 代表植物：妖嬈嬌艶的彼岸花 表面溫柔，實則攻於心計，城府極深 內地富家女，從小隨母親來香港發展，後替母親打理唐氏集團的生意 龐國棟之情婦，於第20集(2022年)被龐振宇暗中揭發 龐振宇之青梅竹馬，假扮暗戀其，為雙方父母內定的「未婚夫妻」，實際為遮掩與龐國棟有不倫的關係 鍾家寶之情敵，並陷害其 於第13集登場 於第19集（2018年）為助龐振宇復位，透過唐氏注資100億在龐氏集團的大嶼山發展計劃並以趙士傑情婦患愛滋病一事脅迫龐子珊夫婦以“健康理由”退出龐氏集團並離港。其後警告鍾家寶要其離開龐振宇並指兩人屬於不同世界的人，卻在眾人面前假裝可憐使外界以為其被鍾家寶欺負，並與龐振宇發生關係，實為利用龐振宇以作為龐國棟的情婦 |
| 丁子朗     | 程裕進                              | 阿進（林小美專稱） 樂隊主唱 恃着自己俊俏面貌去勾引他人，其实只為令天下少女关系破裂和劫財劫色毫無人性的渣男 與林小美有感情線，後為其男友，並要求其倒貼自己及毆打之，於第11集分手，並趕其出家門 被林忠森、張美娟不滿，並藉此挑撥林小美與父母的關係 勾引李静儿，向林小美訛稱自己被其勾引，從而分化她們 想勾引鍾家寶，並陷害其 圓圓的出轨对象，並互相利用，但利用其更多 於第2集登場 於第12集（2006年）被李勇強買兇襲擊刺傷右手，但並無真切反省 於第16集（2014年）再度出現時已淪為流浪漢流落街頭 於第20集（2018年）從鍾家寶口中得悉當年遇襲受傷的虛構真相，誤以為林小美與事件有關後憤而將其殺害，最後被警方逮捕（血案實為鍾家寶幕後主使） |
| 林盛斌     | 徐富貴                              | 富貴仔（龐國棟專稱） 富商 花花公子，女友數目眾多 曾追求碧蓮，被其利用掩蓋與熊歌星之姦情，後反目 喜歡並追求李靜兒，與其有感情線 於第6集登場 於第20集（2018年）為了請求龐國棟放棄控告李靜兒而答應其要求，放棄在拍賣會上與其競逐心水地皮 |
| 張馳豪     | 區家明                              | 「波士頓快餐店」太子爺 1985年出生 鍾家寶之初戀男友，於第11集分手 李靜兒之朋友 林小美之朋友，並互有好感 |
| 李成昌     | 羅 威                               | 喪威、威爺 黑社會大佬 鍾家琪之金主，與其勾結，後因跟其有染而反目 覬覦鍾家寶 收買樊小敏，指使她於2006年香港小姐競選中暗中協助鍾家琪，並陷害鍾家寶，藉此威脅其以隱瞞其丈夫欠下的債務 於第14集（2006年）設局迷暈林信之妹，並其送往日本服務合作夥伴，同集對鍾家琪強姦後被其刺傷，及後被林信刺殺 |
| 孫慧雪     | 琳 琳                               | 鍾家寶之經理人 王一言之助手，於第18集（2016年）背叛其，2年後（2018年）和解 與李靜兒不和，於第20集（2018年）互相掌摑對方 結局時（2022年）和鍾家寶一起跑出錄影廠，並遇見鍾家琪 |
| 吳家樂     | 周創發                              | 曾惠芳之情夫，與其勾結，後為其夫 鍾家琪之繼父，與其勾結 間接害死鍾勝 鍾家寶之死敵 於第6集（2003年）攜同曾惠芳及鍾家琪回美國 於第7集（2006年）被大隻華及眾雀友提及其旗下的超級市場已經倒閉，自己亦與曾惠芳及鍾家琪潛逃美國避債 於第10集（2006年）陪同曾惠芳與鍾家琪回港，並提及利用騙款於2003年沙士期間購入淘大花園二十多個單位 |
| 黎學勤     | Jeffery                             | 龐氏集團法律顧問 龐國棟之助手（第1、12、16、18－20集） |
| 賴彥妤     |                                     | 主播（第1、20集） |
| 鍾 晴      | 細 芬                               | 鍾家寶之助手（第1、6、15、20集） |
| 郭柏妍     | 馮晶晶                              | 2022年香港小姐競選候選佳麗 視邱采華為其好友，實際上被她陷害（第1、6集） |
| 葉蒨文     | 邱采華                              | 2022年香港小姐競選候選佳麗 陷害馮晶晶（第1、6集） |
| 謝文欣     | 雯 雯                               | 2022年香港小姐競選候選佳麗（第1、6集） |
| Joe Junior |                                     | 街坊（第1－2、6、10、15集） |
| 黃梓瑋     |                                     | 街坊（第1－2、6、8、15集） |
| 關偉倫     |                                     | 街坊（第1－2、6－8、10、15集） |
| 陳狄克     |                                     | 街坊（第1－2集） |
| 蘇麗明     |                                     | 街坊（第1－2集） |
| 李漫芬     | 李 太                               | 街坊 曾惠芳之雀友兼合作伙伴，後反目（第1－2、5－8集） |
| 張韋怡     |                                     | 街坊 曾惠芳之雀友，後反目（第1－2集） |
| 劉桂芳     | 芳 姨                               | 街坊 曾惠芳之雀友兼合作伙伴，後反目（第1－2、6－8集） |
| 戴耀明     | 大隻華                              | 街坊 三合會成員 曾惠芳之合作伙伴，後反目 不孝子，對母親漠不關心十多年（第1－2、6－8、15集） |
| 陳卓華     |                                     | 大隻華之手下（第1、6－8集） |
| 何晉樂     | 豹                                  | 李勇強之手下（第1集） |
| 謝可逸     | 龍                                  | 李勇強之手下（第1－4集） |
| 葉泓聲     | 大 衛                               | 區家明之同學（第1、4集） |
| 馬俊傑     | 國 明                               | 區家明之同學（第1、4集） |
| 曾展望     | 文 傑                               | 林小美之前男友 潔麗之男友（第1集） |
| 陳熙蕊     | 潔 麗                               | 文傑之女友（第1集） |
| 陳榮峻     | 祥 叔                               | 「波士頓快餐店」伙記 祥嬸之夫（第1－2、6、8、10、14－15集） |
| 吳香倫     | 祥 嬸                               | 「波士頓快餐店」伙記 祥叔之妻 針對鍾家寶（第1－2、6、8、10、14－15集） |
| 黃鳳英     | 肥 英                               | 配音員（第1、3集） |
| 易智遠     | 肥 智                               | 配音員（第1、3集） |
| 陳嘉輝     | 馬文才                              | 馬Sir 九龍淑貞中學訓導主任 鍾家琪之情夫，被其間接害死 欲向李總收賄，後被其出賣 於第3集（2003年）先殺害妻子，繼而挾持鍾家寶及鍾家琪，最後被警員射殺，惟連串事件實為鍾家琪幕後主使的滅口計劃（第1－3集） |
| 周百恩     |                                     | 男朋友（第1集） |
| 周百恩     | 工作人員（第9、11－12集）           | |
| 周百恩     | 記者（第14－15、18集）              | |
| 曾文心     |                                     | 女朋友（第1集） |
| 曾文心     | 工作人員（第9集）                   | |
| 曾文心     | 記者（第14－15集）                  | |
| 林正峰     |                                     | 小巴乘客（第1集） |
| 游嘉欣     |                                     | 小巴乘客（第1集） |
| 孟希璘     |                                     | 小巴乘客（第1集） |
| 鍾志光     |                                     | 小巴司機（第1集） |
| 鍾天濠     | 虎                                  | 李勇強之手下（第2－4集） |
| 羅 鴻      |                                     | 卡拉OK經理（第2集） |
| 李啟傑     | 林 信                               | 信仔 羅威之手下，於第14集反目 於第4集受锺家琪指使打伤李勇強，後於第12集反被其打伤 於第14集（2006年）與王一言設局陷害鍾家琪令其被羅威侵犯，最後借羅威之死嫁禍予鍾家琪（第2、4－5、10－12、14集） |
| 姚宏遠     |                                     | 羅威之手下（第2、4－5、10－11、14集） |
| 周嘉莉     |                                     | 羅威之女伴（第2、4－5集） |
| 王綺琴     | 王姑娘                              | 護老院職員（第2、8集） |
| 吳綺珊     |                                     | 護老院職員（第2、8集） |
| 彭翔翎     |                                     | 護老院職員（第2、8集） |
| 彭翔翎     | 禮儀小姐（第15集）                  | |
| 黃 欣      |                                     | 珠寶店店員（第2－3集） |
| 謝芷倫     |                                     | 珠寶店經理（第2－3集） |
| 利穎怡     | 馬 太                               | 馬文才之妻 被鍾家琪間接害死 於第3集（2003年）被馬文才殺害，實為鍾家琪的滅口計劃之一（第2－3集） |
| 劉展霆     | 細 輝                               | 樂隊成員 程裕進之隊友（第2－3、10集） |
| 李紹堅     | 大 舊                               | 樂隊成員 程裕進之隊友（第2－3、10集） |
| 徐文浩     | 大 志                               | 程裕進之損友 於第2集調戲林小美，實際上是為程裕進英雄救美鋪路（第2－4集） |
| 蔡康年     | 李 總                               | 出版社經理 陳校長之長年合作伙伴 被馬文才誘導賄賂其，後出賣其（第3集） |
| 區軒瑋     | 陳校長                              | 九龍淑貞中學校長 馬文才之上司 李總之長年合作伙伴（第3集） |
| 古天祥     |                                     | ICAC探員 與陳校長及李總合作拘捕馬文才（第3集） |
| 梁麗翹     |                                     | 主播（第3集） |
| 邵卓堯     |                                     | CID（第3集） |
| 霍健邦     |                                     | CID（第3集） |
| 楊耀華     |                                     | 談判專家（第3集） |
| 焦浩軒     | 大 輝                               | 平安大廈簷篷倒塌事故死者家屬（第3集） |
| 蘇恩磁     | 陳 太                               | 平安大廈簷篷倒塌事故死者家屬（第3集） |
| 陳懿德     |                                     | 女主播（第3集） |
| 江富強     | 智 叔                               | 平安大廈保安（第3－4集） |
| 張本立     | 趙必誠                              | 平安大廈大業主（第3集） |
| 鄭健樂     |                                     | 趙必誠之保鏢（第3集） |
| 梁皓楷     | 傑 仔                               | 平安大廈保安（第4集） |
| 楊證樺     | 刀 疤                               | 毒品賣家 與鍾家琪勾結，借「勝記士多」寄賣毒品（第4集） |
| 葉進康     |                                     | 刀疤之手下（第4集） |
| 葉進康     | 電視台工作人員（第10－13、18集）    | |
| 葉進康     | 記者（第14－15集）                  | |
| 黎瑞業     |                                     | 同學（第4集） |
| 黎瑞業     | 爆週刊記者（第7、10－15、17、20集） | |
| 鄧永健     | 華 哥                               | 經理人（第4集） |
| JW王灝兒   | 芝 姐                               | 當紅歌手（第4集） |
| 黃一鳴     |                                     | 芝姐之同事（第4集） |
| 吳兆麟     |                                     | 芝姐之同事（第4集） |
| 葉衍佑     |                                     | 芝姐之同事（第4集） |
| 葉衍佑     | 攝影師（第7集）                     | |
| 葉衍佑     | 電視台工作人員（第10－12集）        | |
| 吳洛汶     |                                     | 芝姐之同事（第4集） |
| 吳洛汶     | 爆週刊記者（第7、10－15、18、20集） | |
| 曹銦玲     |                                     | 芝姐之同事（第4集） |
| 曹銦玲     | 工作人員（第9集）                   | |
| 曹銦玲     | June                                | （第16集） |
| 林家樂     |                                     | 芝姐之同事（第4集） |
| 林家樂     | 爆週刊記者（第7、10－15、18、20集） | |
| 郭海楓     |                                     | 芝姐之同事（第4集） |
| 郭海楓     | 爆週刊記者（第7、10－15、20集）     | |
| 杜大偉     | 水 哥                               | 經理人（第4集） |
| 黃瀅仴     | BiBi                                | Casting女孩（第4集） |
| 黃瀅仴     | 嘉 茵                               | 2006年香港小姐競選候選佳麗（第10－13集） |
| 魏惠文     | 周律師                              | 趙必誠之代表律師（第4－5集） |
| 韓馬利     | 李律師                              | 鍾勝之代表律師（第5集） |
| 蔡誌恩     |                                     | 火葬場職員（第6集） |
| 蔡誌恩     | 主播（第14集）                      | |
| 樊亦敏     | 樊小娟                              | Cat姐 電視台監製 受喪威收買，指使她於2006年香港小姐競選中暗中協助鍾家琪，並陷害鍾家寶 |
| 王嫿嫿     |                                     | 2022年香港小姐競選候選佳麗（第6集） |
| 謝采芝     |                                     | 2022年香港小姐競選候選佳麗（第6集） |
| 張盈悅     |                                     | 2022年香港小姐競選候選佳麗（第6集） |
| 朱斐斐     |                                     | 2022年香港小姐競選候選佳麗（第6集） |
| 麥詩晴     |                                     | 2022年香港小姐競選候選佳麗（第6集） |
| 麥詩晴     | Amy                                 | Michael之女伴（第12集） |
| 鄭啟泰     | 謝振輝                              | 輝哥 電視台高層 賞識鍾家寶（第6、10－12、15集） |
| 魯振順     | 高 明                               | 高生 電視台製作總監 賞識鍾家寶 於第13集踢爆家琪是姓鍾不是姓周及偽造在美國紐約生活和大學讀書的學歷（第6、10－15集） |
| 江榮暉     | 才 叔                               | 爆週刊記者 李靜兒之舊同事，欲陷害其但不果 業務能力一般，但常擺起前輩架子（第6－7集） |
| 鄧智堅     | 智 堅                               | 徐富貴之助手（第6－7、12－13集） |
| 阮 兒      | 碧 蓮                               | 藝人 熊歌星之情婦，於第7集被李靜兒曝光 與徐富貴曖昧，實利用其掩蓋自己與熊歌星之姦情，後反目（第6－7集） |
| 梁傑凱     | 殺人機器                            | 徐富貴之保鑣（第6－8、12－14集） |
| 尹詩沛     | 波 姐                               | 爆週刊總編輯，被鍾家琪陷害而離職 賞識李靜兒 患有胃癌 於第14集（2006年）不忍李靜兒被鍾家琪陷害，為李靜兒頂包，向上司承認自己抹黑鍾家琪並辭職（第7、11、13－14集） |
| 盧海鷹     | 傑 仔                               | 爆週刊記者 李靜兒之舊同事，欲陷害其但不果（第7集） |
| 崔錦棠     | 熊歌星                              | 藝人 碧蓮之情夫，於第7集被李靜兒曝光（第7集） |
| 周嘉全     |                                     | 熊歌星之手下（第7集） |
| 曾健明     |                                     | 碧蓮住宅之管理員（第7集） |
| 袁鎮業     | Mark哥                              | 雜誌攝影師 程裕進之好友，與其合謀於更衣室偷拍女星更衣（第7集） |
| 鄒兆霆     | 阿 青                               | Mark哥之助手（第7集） |
| 鄒兆霆     | 工作人員（第9集）                   | |
| 湯之欣     |                                     | 校花（第7集） |
| 湯之欣     | 記者（第11－12、14－15集）          | |
| 湯之欣     | 工作人員（第18集）                  | |
| 譚淑瑩     |                                     | 潑糞瘋婦 受智堅收買向碧蓮潑糞（第7集） |
| 冼子筠     |                                     | 客人（第7集） |
| 蔡尚晉     |                                     | 客人（第7集） |
| 蔡尚晉     | 工作人員（第9集）                   | |
| 麥秋成     | 趙 生                               | 政界人士／立法會競選者 趙太之夫兼合作伙伴，經常背妻出軌 趙麗麗之父 對鍾家寶有好感 於第8集（2006年）被鍾家寶揭發有婚外情，被其索取三十萬掩口費，後失敗（第7－8集） |
| 唐詩詠     | 趙 太                               | 趙生之妻兼合作夥伴，對其風流史早已知情 趙麗麗之母 聘請鍾家寶為其女兒補習，後為老公仕途而辭退其 於第8－9集（2006年）向鍾家寶暗示自己以美貌在趙生的眾多外遇中上位 厲害角色，即使對趙生的風流史對早已知情，但可以為了老公的面子，鞏固老公在政治圈子的地位埋沒自尊忍辱負重，並會先下手為強對付潛在對手，不惜犧牲別人以成就大業 （特别演出第7－9集） |
| 謝妤恩     | 趙麗麗                              | Lily 趙生、趙太之女 鍾家寶之補習學生（第7－8集） |
| 李海生     |                                     | 大排檔老闆（第8集） |
| 陳穎熙     |                                     | 趙生之情婦（第8集） |
| 姚亦澧     |                                     | 醫生（第8、20集） |
| 吳珮如     |                                     | 護士（第8集） |
| 吳嘉儀     | May                                 | 藝人管理公司職員（第9、14－16集） |
| 蔡國威     | 陳 生                               | 經紀（第9集） |
| 林景程     | 大 偉                               | 廣告商客戶（第9集） |
| 王嘉慧     |                                     | 化妝師（第9集） |
| 盧峻峯     |                                     | 工作人員（第9集） |
| 劉天龍     |                                     | 工作人員（第9集） |
| 宋懿芳     |                                     | 工作人員（第9集） |
| 劉家聰     |                                     | 工作人員（第9集） |
| 劉家聰     | 攝影師（第18集）                    | |
| 關嘉敏     | 圓 圓                               | 歌手 程裕進之外遇，並互相利用 林小美之情敵兼死敵，針對及陷害其 於第12集（2006年）目擊程裕進被砍伤後逃跑（第10－12集） |
| 李君妍     | 黃 芬                               | Sherman 2006年香港小姐競選候選佳麗 王一言之旗下藝人，被其派出在港姐選舉中做臥底，以暗中保護鍾家寶 於第15集（2012年）時被黎芷珊暗示已沒有與王一言續約（第10－13集） |
| 蔡嘉欣     | 徐珍珍                              | Jessica 2006年香港小姐競選候選佳麗（第10－13集） 於第13集（2006年）打算誣陷鍾家寶偷錢包令其身敗名裂，但反被黃芬暗中偷龍轉鳳而失敗 |
| 陳詩欣     | 戴美玲                              | Elaine 2006年香港小姐競選候選佳麗（第10－13集） |
| 曾淑雅     | 曾麗珊                              | Jumbo 2006年香港小姐競選候選佳麗（第10－13集） |
| 李芷晴     | 程子珊                              | 幼稚園老師 2006年香港小姐競選候選佳麗（第10－13集） |
| 王 菲      | 玉 儀                               | 2006年香港小姐競選候選佳麗（第10－13集） |
| 梁允瑜     | 婷 婷                               | 2006年香港小姐競選候選佳麗（第10－13集） |
| 劉嘉琪     | 劉美恩                              | 2006年香港小姐競選候選佳麗（第10－13集） |
| 郭千瑜     | 郭小玲                              | 2006年香港小姐競選候選佳麗（第10－13集） |
| 路 芙      | 徐 嬌                               | 電視台工作人員（第10－13、15集） |
| 陳煒迪     |                                     | 電視台工作人員（第10、13集） |
| 泰 臣      | Richard                             | 香蕉日報娛樂版老總 |
| 江貴璧     |                                     | 喪威之女伴（第10－11集） |
| 鄧英敏     | 鄧 生                               | 2006年香港小姐競選評判（第11－12集） |
| 何遠東     | Henry                               | 2006年香港小姐競選評判 龐振宇之好友 家族從事鮮花批發（第11－12、16、18集） |
| 黃建東     | Richard                             | 2006年香港小姐競選評判 龐振宇之好友 家族從事殯儀業（第11－12、16、18集） |
| 羅雪妍     |                                     | 徐富貴之秘書（第12集） |
| 梁卓美     | 黃婆婆                              | （第12集） |
| 煒 烈      | 劉 翁                               | 龐氏集團股東董事（第12、16、18－19集） |
| 鄭毅邦     | 徐醫生                              | 龐氏集團股東董事（第12、16、18－19集） |
| 馬俊明     |                                     | 龐氏集團股東董事（第12、18集） |
| 曾玉娟     |                                     | 龐氏集團股東董事（第12、18集） |
| 黎日楠     |                                     | 龐氏集團股東董事（第12、18集） |
| 秦啟維     | David                               | 徐富貴之朋友（第12集） |
| 衛志豪     | Michael                             | 徐富貴之朋友（第12集） |
| 阮政峰     | Henry                               | 徐富貴之朋友（第12集） |
| 鞏姿希     | Coco                                | Henry之女伴（第12集） |
| 蔡菀庭     | Maggie                              | David之女伴（第12集） |
| 黃頌明     |                                     | 服務員（第12集） |
| 黃美棋     | Maggie                              | 唐昕之管家（第13、19集） |
| 林子超     |                                     | 排舞師（第13集） |
| 游莨維     |                                     | 鼓燥乘客（第14集） |
| 李梓謙     |                                     | 工作人員（第14－15集） |
| 姚琰欣     |                                     | 女伴（第14集） |
| 區梓萱     |                                     | 女伴（第14集） |
| 劉芷玲     |                                     | 林信之妹 被羅威設局迷暈，並送往日本性服務合作夥伴（第14集） |
| 張國強     | 嚴敬之                              | 導演 曾奪得3屆金像獎最佳導演（第15集） |
| 黃子桐     |                                     | 禮儀小姐（第15集） |
| 鄭家生     | 新 哥                               | 潮州佬 武術指導（第15集） |
| 張詩欣     |                                     | 副導演（第15集） |
| 安德尊     |                                     | 醫生（第15集） |
| 黎芷珊     | 黎芷珊                              | 節目主持（第15集） |
| 葉凱茵     |                                     | 片場助手（第15集） |
| 方紹聰     |                                     | 副導演（第15集） |
| 郭子豪     | 許公子                              | （第15集） |
| 翟威廉     | 雷 哥                               | 演員（第15集） |
| 張韡騰     |                                     | 監製（第15集） |
| 譚坤倫     |                                     | （第15集） |
| 陳靖雲     |                                     | 嚴敬之之助手（第15集） |
| 潘芳芳     | 何醫生                              | （第16集） |
| 梁敏巧     |                                     | 護士（第16集） |
| 吳瑞庭     | 陳警司                              | （第16集） |
| 冼灝英     | 華 頭                               | （第16、20集） |
| 吳幸美     |                                     | 新聞主播（第17集） |
| 朱凱婷     | Heidi                               | 節目主持（第18集） |
| 林浩文     |                                     | 導演（第18集） |
| 張翼東     |                                     | 記者（第18集） |
| 梁珈詠     |                                     | 記者（第18集） |
| 黎康祺     |                                     | 前台人員（第18集） |
| 何啟南     | Thomas                              | 餐廳經理（第18集） |
| 蔡國慶     |                                     | 琳琳之父（第19集） |
| 吳佩隆     |                                     | 琳琳之弟（第19集） |
| 楊家寶     | Judy                                | 龐振宇之秘書（第19集） |
| 李偉霆     |                                     | CID（第20集） |
| 霍柔心     |                                     | 女侍應（第20集） |

## 獎項
| 年份 | 頒獎典禮                | 獎項名稱                  | 入圍者                      | 結果     |
| 2022 | AEG 娛樂人氣王2022      | 最喜愛電視劇集            | 《美麗戰場》                | 獲獎     |
| 2022 | AEG 娛樂人氣王2022      | 最喜愛男演員（電視劇）    | 陳山聰                      | 獲獎     |
| 2022 | AEG 娛樂人氣王2022      | 最喜愛女演員（電視劇）    | 陳瀅                        | 獲獎     |
| 2022 | AEG 娛樂人氣王2022      | 進步男藝人（電視劇）      | 張馳豪                      | 獲獎     |
| 2022 | AEG 娛樂人氣王2022      | 最佳CP組合                | 林盛斌、劉佩玥              | 獲獎     |
| 2022 | AEG 娛樂人氣王2022      | 最佳電視劇集歌曲          | 美麗戰場（主唱：JW王灝兒）  | 獲獎     |
| 2022 | Yahoo! 搜尋人氣大獎2022 | 人氣劇集                  | 《美麗戰場》                | 獲獎     |
| 2022 | Yahoo! 搜尋人氣大獎2022 | 人氣電視女角色            | 鍾家琪／周家琪（蔣家旻 飾） | 獲獎     |
| 2022 | Yahoo! 搜尋人氣大獎2022 | 人氣電視劇CP              | 陳瀅、劉佩玥、陳曉華        | 獲獎     |
| 2023 | 萬千星輝頒獎典禮2022    | 最佳劇集                  | 《美麗戰場》                | 最後十強 |
| 2023 | 萬千星輝頒獎典禮2022    | 最佳男主角                | 陳山聰                      | 提名     |
| 2023 | 萬千星輝頒獎典禮2022    | 最佳男主角                | 方力申                      | 提名     |
| 2023 | 萬千星輝頒獎典禮2022    | 最佳女主角                | 陳瀅                        | 提名     |
| 2023 | 萬千星輝頒獎典禮2022    | 最佳女主角                | 劉佩玥                      | 最後十強 |
| 2023 | 萬千星輝頒獎典禮2022    | 最佳女主角                | 朱晨麗                      | 提名     |
| 2023 | 萬千星輝頒獎典禮2022    | 最佳女主角                | 陳曉華                      | 提名     |
| 2023 | 萬千星輝頒獎典禮2022    | 最受歡迎電視男角色        | 王一言（陳山聰 飾）         | 提名     |
| 2023 | 萬千星輝頒獎典禮2022    | 最受歡迎電視男角色        | 龐振宇（方力申 飾）         | 提名     |
| 2023 | 萬千星輝頒獎典禮2022    | 最受歡迎電視男角色        | 徐富貴（林盛斌 飾）         | 提名     |
| 2023 | 萬千星輝頒獎典禮2022    | 最受歡迎電視男角色        | 程裕進（丁子朗 飾）         | 提名     |
| 2023 | 萬千星輝頒獎典禮2022    | 最受歡迎電視男角色        | 羅威（李成昌 飾）           | 提名     |
| 2023 | 萬千星輝頒獎典禮2022    | 最受歡迎電視男角色        | 龐國棟（姜大衛 飾）         | 提名     |
| 2023 | 萬千星輝頒獎典禮2022    | 最受歡迎電視女角色        | 鍾家寶（陳瀅 飾）           | 提名     |
| 2023 | 萬千星輝頒獎典禮2022    | 最受歡迎電視女角色        | 李靜兒（劉佩玥 飾）         | 最後五強 |
| 2023 | 萬千星輝頒獎典禮2022    | 最受歡迎電視女角色        | 唐昕（朱晨麗 飾）           | 提名     |
| 2023 | 萬千星輝頒獎典禮2022    | 最受歡迎電視女角色        | 林小美（陳曉華 飾）         | 提名     |
| 2023 | 萬千星輝頒獎典禮2022    | 最受歡迎電視女角色        | 鍾家琪（蔣家旻 飾）         | 最後十強 |
| 2023 | 萬千星輝頒獎典禮2022    | 最受歡迎電視女角色        | 琳琳（孫慧雪 飾）           | 提名     |
| 2023 | 萬千星輝頒獎典禮2022    | 最佳男配角                | 林盛斌                      | 最後五強 |
| 2023 | 萬千星輝頒獎典禮2022    | 最佳男配角                | 丁子朗                      | 提名     |
| 2023 | 萬千星輝頒獎典禮2022    | 最佳男配角                | 李成昌                      | 提名     |
| 2023 | 萬千星輝頒獎典禮2022    | 最佳男配角                | 姜大衛                      | 提名     |
| 2023 | 萬千星輝頒獎典禮2022    | 最佳女配角                | 蔣家旻                      | 獲獎     |
| 2023 | 萬千星輝頒獎典禮2022    | 最佳女配角                | 孫慧雪                      | 提名     |
| 2023 | 萬千星輝頒獎典禮2022    | 飛躍進步男藝員            | 張馳豪                      | 最後五強 |
| 2023 | 萬千星輝頒獎典禮2022    | 飛躍進步男藝員            | 林景程                      | 最後五強 |
| 2023 | 萬千星輝頒獎典禮2022    | 飛躍進步男藝員            | 鄧智堅                      | 提名     |
| 2023 | 萬千星輝頒獎典禮2022    | 飛躍進步女藝員            | 陳曉華                      | 最後五強 |
| 2023 | 萬千星輝頒獎典禮2022    | 飛躍進步女藝員            | 何依婷                      | 最後十強 |
| 2023 | 萬千星輝頒獎典禮2022    | 飛躍進步女藝員            | 關嘉敏                      | 提名     |
| 2023 | 萬千星輝頒獎典禮2022    | 飛躍進步女藝員            | 利穎怡                      | 提名     |
| 2023 | 萬千星輝頒獎典禮2022    | 飛躍進步女藝員            | 劉佩玥                      | 最後五強 |
| 2023 | 萬千星輝頒獎典禮2022    | 最受歡迎電視歌曲          | 美麗戰場（主唱：JW王灝兒）  | 提名     |
| 2023 | 萬千星輝頒獎典禮2022    | 最受歡迎電視歌曲          | 沒法等你（主唱：張馳豪）    | 提名     |
| 2023 | 萬千星輝頒獎典禮2022    | 最受歡迎電視拍檔          | 陳瀅、劉佩玥、陳曉華        | 提名     |
| 2023 | 萬千星輝頒獎典禮2022    | 最受歡迎電視拍檔          | 林盛斌、劉佩玥              | 最後五強 |
| 2023 | 萬千星輝頒獎典禮2022    | 馬來西亞最喜愛TVB電視劇集 | 《美麗戰場》                | 最後十強 |
| 2023 | 萬千星輝頒獎典禮2022    | 馬來西亞最喜愛TVB男主角   | 陳山聰                      | 最後五強 |
| 2023 | 萬千星輝頒獎典禮2022    | 馬來西亞最喜愛TVB男主角   | 方力申                      | 提名     |
| 2023 | 萬千星輝頒獎典禮2022    | 馬來西亞最喜愛TVB女主角   | 陳瀅                        | 最後十強 |
| 2023 | 萬千星輝頒獎典禮2022    | 馬來西亞最喜愛TVB女主角   | 劉佩玥                      | 獲獎     |
| 2023 | 萬千星輝頒獎典禮2022    | 馬來西亞最喜愛TVB女主角   | 朱晨麗                      | 提名     |
| 2023 | 萬千星輝頒獎典禮2022    | 馬來西亞最喜愛TVB女主角   | 陳曉華                      | 提名     |

## 記事
- 2022年5月29日：此劇開拍。
- 2022年6月8日：此劇舉行拜神儀式。
- 2022年7月6日：此劇於16:30舉行拍攝探班。
- 2022年8月19日：此劇殺青。
- 2022年10月3日：此劇於17:30鑽石山龍蟠街3號荷里活廣場一樓明星廣場舉行「美麗背後」宣傳活動。[7]
- 2022年10月13日：此劇於12:30上環德輔道中323號西港城二樓會所一號西港城•大舞臺舉行「華麗現身」宣傳活動。[8]
- 2022年10月18日：此劇於將軍澳電視廣播城舉行「為你種情」宣傳活動。[9]
- 2022年10月25日：此劇於觀塘協和街33號裕民坊L1中庭舉行「愈美麗愈頑強」宣傳活動。[10]

## 結局疑團
本劇於大結局前一天，葉念琛受訪時表示蔣家旻所飾演的鍾家琪將會復仇，並且所有謎團將會解開。然而在大結局時落差甚大，從唐昕忽然搭上龐國棟、到龐振宇突然失蹤、鍾家琪在最後一刻才出現隨即結束等都讓觀眾看得不明所以，甚至各演員都一團疑惑，引起網民批評。而飾演鍾家寶的陳瀅亦表示，她雖然是女主角，但卻是最不了解故事的人。而方力申則表示他拍了數個版本，惟導演最終並未採用。對於以上問題，葉念琛則回應以前很多劇集都是開放式結局，不少都讓觀眾念念不忘，最重要是讓觀眾對結局上心和引起討論。而當被問到是否為續集鋪路時，他明言有考慮。

## 收視
| 集數   | 日期                     | 跨平台直播最高收視率 | 備註                         |
| 1－5   | 2022年10月3日－10月7日   | 18.7點               | [ 17 ]                       |
| 6－10  | 2022年10月10日－10月14日 | 19.1點               | [ 18 ]                       |
| 11－15 | 2022年10月17日－10月21日 | 20.7點               | [ 19 ]                       |
| 16－20 | 2022年10月24日－10月28日 | 22.8點               | [ 20 ]                       |
| 全劇   | 全劇                     | 22.8點               | 跨平台直播平均收视率(17.9点) |

## 歌曲
| 類別   | 歌曲         | 作曲   | 填詞 | 編曲               | 監製   | 主唱     |
| 主題曲 | 《美麗戰場》 | 劉易昇 | 楊熙 | Freddie Lo、劉易昇 | 劉易昇 | JW王灝兒 |
| 插曲   | 《沒法等你》 | 張馳豪 | 楊熙 | 葉崇恩             | 劉易昇 | 張馳豪   |

## 外部連結
- 《美麗戰場》 北美TVB網上串流平台 免費點播！ （页面存档备份，存于）
- 《美麗戰場》女神雲集 華麗大鬥法 - TVB Weekly （页面存档备份，存于）
- 《美麗戰場》選美場口 方力申一見鍾情 私有化陳瀅 - TVB Weekly （页面存档备份，存于）
- 葉念琛首部TVB劇集 台慶劇《美麗戰場》 愈美麗愈頑強   - TVB Weekly （页面存档备份，存于）
- 豆瓣电影上《美麗戰場》的資料 （简体中文）

## 電視節目的變遷
| 香港 無綫電視翡翠台／ 澳門 TVB Anywhere翡翠台 星期一至五 21:30－22:30 | 香港 無綫電視翡翠台／ 澳門 TVB Anywhere翡翠台 星期一至五 21:30－22:30 | 香港 無綫電視翡翠台／ 澳門 TVB Anywhere翡翠台 星期一至五 21:30－22:30 |
| --------------------------------------------------------------------- | --------------------------------------------------------------------- | --------------------------------------------------------------------- |
|                                                                       | 美麗戰場 （2022年10月3日－2022年10月28日）                            |                                                                       |
| 黯夜守護者 （2022年9月5日－2022年9月30日）                            | 超能使者 （2022年10月31日－2022年12月2日）                            |                                                                       |

| 马来西亚 Astro AOD 星期一至五 21:30－22:30 | 马来西亚 Astro AOD 星期一至五 21:30－22:30 | 马来西亚 Astro AOD 星期一至五 21:30－22:30 |
| ------------------------------------------ | ------------------------------------------ | ------------------------------------------ |
|                                            | 美麗戰場 （2022年10月3日－2022年10月28日） |                                            |
| 黯夜守護者 （2022年9月5日－2022年9月30日） | 超能使者 （2022年10月31日－2022年12月2日） |                                            |

| 马来西亚、 新加坡 翡翠台 星期一至五 21:30－22:30 | 马来西亚、 新加坡 翡翠台 星期一至五 21:30－22:30 | 马来西亚、 新加坡 翡翠台 星期一至五 21:30－22:30 |
| ------------------------------------------------ | ------------------------------------------------ | ------------------------------------------------ |
|                                                  | 美麗戰場 （2022年10月3日－2022年10月28日）       |                                                  |
| 黯夜守護者 （2022年9月5日－2022年9月30日）       | 超能使者 （2022年10月31日－2022年12月2日）       |                                                  |

| 翡翠台香港時區 星期一至五 21:30－22:30     | 翡翠台香港時區 星期一至五 21:30－22:30     | 翡翠台香港時區 星期一至五 21:30－22:30 |
| ------------------------------------------ | ------------------------------------------ | -------------------------------------- |
|                                            | 美麗戰場 （2022年10月3日－2022年10月28日） |                                        |
| 黯夜守護者 （2022年9月5日－2022年9月30日） | 超能使者 （2022年10月31日－2022年12月2日） |                                        |

| 美国 TVB1 星期一至五 劇場 東岸時間 21:00－22:00      | 美国 TVB1 星期一至五 劇場 東岸時間 21:00－22:00 | 美国 TVB1 星期一至五 劇場 東岸時間 21:00－22:00 |
| ---------------------------------------------------- | ----------------------------------------------- | ----------------------------------------------- |
|                                                      | 美麗戰場 （2022年10月3日－2022年10月28日）      |                                                 |
| 黯夜守護者 （2022年9月5日－2022年9月30日）           | 超能使者 （2022年10月31日－2022年12月2日）      |                                                 |
| 美国 TVBSF 星期一至五 黃金劇場 西岸時間 22:00－23:00 |                                                 |                                                 |
| 黯夜守護者 （2022年9月5日－2022年9月30日）           | 美麗戰場 （2022年10月3日－2022年10月28日）      | 超能使者 （2022年10月31日－2022年12月2日）      |

| 加拿大 新時代電視2高清台 西岸時間／溫哥華 星期一至五 17:30－18:30 | 加拿大 新時代電視2高清台 西岸時間／溫哥華 星期一至五 17:30－18:30 | 加拿大 新時代電視2高清台 西岸時間／溫哥華 星期一至五 17:30－18:30 |
| ----------------------------------------------------------------- | ----------------------------------------------------------------- | ----------------------------------------------------------------- |
|                                                                   | 美麗戰場 （2022年10月3日－2022年10月28日）                        |                                                                   |
| 黯夜守護者 （2022年9月5日－2022年9月30日）                        | 超能使者 （2022年10月31日－2022年12月2日）                        |                                                                   |
| 東岸時間／多倫多 星期一至五 20:30－21:30                          |                                                                   |                                                                   |
| 黯夜守護者 （2022年9月5日－2022年9月30日）                        | 美麗戰場 （2022年10月3日－2022年10月28日）                        | 超能使者 （2022年10月31日－2022年12月2日）                        |

| 翡翠台 星期二至六 21:30－22:30             | 翡翠台 星期二至六 21:30－22:30             | 翡翠台 星期二至六 21:30－22:30 |
| ------------------------------------------ | ------------------------------------------ | ------------------------------ |
|                                            | 美麗戰場 （2022年10月4日－2022年10月29日） |                                |
| 黯夜守護者 （2022年9月6日－2022年10月1日） | 超能使者 （2022年10月31日－2022年12月2日） |                                |

| 新加坡 HUB娛家戲劇台 劇集首映 星期一至五 20:00－21:00 | 新加坡 HUB娛家戲劇台 劇集首映 星期一至五 20:00－21:00 | 新加坡 HUB娛家戲劇台 劇集首映 星期一至五 20:00－21:00 |
| ----------------------------------------------------- | ----------------------------------------------------- | ----------------------------------------------------- |
|                                                       | 美麗戰場 （2023年3月7日－2023年4月3日）               |                                                       |
| 黯夜守護者 （2023年2月7日－2023年3月6日)              | 超能使者 （2023年4月4日－2023年5月8日）               |                                                       |

| 新加坡 佳乐台 星期一至四 21:10－22:00     | 新加坡 佳乐台 星期一至四 21:10－22:00     | 新加坡 佳乐台 星期一至四 21:10－22:00 |
| ----------------------------------------- | ----------------------------------------- | ------------------------------------- |
|                                           | 美麗戰場 （2023年5月3日－2023年6月6日）   |                                       |
| 黯夜守護者 （2023年3月29日－2023年5月2日) | 下流上车族 （2023年6月7日－2023年7月11日) |                                       |

| 马来西亚 八度空间 TVB之最 星期一至五 19:00-19:58 | 马来西亚 八度空间 TVB之最 星期一至五 19:00-19:58 | 马来西亚 八度空间 TVB之最 星期一至五 19:00-19:58 |
| ------------------------------------------------ | ------------------------------------------------ | ------------------------------------------------ |
|                                                  | 美丽战场 （2023年8月1日—2023年8月28日）          |                                                  |
| 黯夜守护者 (2023年7月4日—2023年7月31日)          | 有种好男人 （2023年8月29日—2023年9月25日）       |                                                  |